# Санта-мария-кьеголанийский сапотекский язык
Санта-мария-кьеголанийский сапотекский язык (Quiegolani Zapotec, Santa María Quiegolani Zapotec, Western Yautepec Zapotec, Zapoteco de Santa María Quiegolani) — сапотекский язык, на котором говорят в центральной части штата Оахака в Мексике.
Алфавит: A a, Aa aa, B b, Ch ch, D d, Dx dx, E e, Ee ee, Ë ë, Ëë ëë, F f, G g, I i, Ii ii, K k, L l, M m, N n, O o, Oo oo, P p, R r, S s, T t, Ts ts, Tx tx, U u, Uu uu, W w, X x, Y y, Z z, Zh zh.